# ギジェルモ・フェルナンデス・ベラ
ギジェルモ・フェルナンデス・ベラ（Guillermo Fernández Vara, 1958年10月6日 - ）は、スペイン・バダホス県オリベンサ出身の政治家。スペイン社会労働党(PSOE)所属。エストレマドゥーラ州首相を2期（2007年-2011年、2015年-2023年）務めた。

## 経歴
1958年10月6日にエストレマドゥーラ地方のバダホス県オリベンサに生まれた。コルドバ大学で医学を学び、1983年に医学と外科学の学士号を取得した。1986年から1987年にはバレンシア大学で法医学の教員を務め、1988年からはエストレマドゥーラ大学でやはり法医学の教員を務めた。1989年にはエストレマドゥーラ大学で傑出した評価を得て、法医学の博士号を取得した。1988年から1990年にはエストレマドゥーラ州法医学医師協会の会長を務めた。1995年から1996年にはエストレマドゥーラ州政府で厚生大臣を務め、1996年から1999年には州政府で社会保障大臣を務めた。既婚者であり、2児の父親である。スペイン法医学医師協会の会長を務めている。
2003年にはスペイン社会労働党(PSOE)からエストレマドゥーラ州議会議員選挙に出馬して初当選した。2007年には6期24年間もエストレマドゥーラ州首相を務めたフアン・カルロス・ロドリゲス・イバーラが退任したため、フェルナンデス・ベラが州首相候補として州議会議員選挙に臨み、首相指名投票を経て州首相に就任した。2011年の州議会議員選挙で社会労働党は第2党に転落し、国民党(PP)のホセ・アントニオ・モナゴがフェルナンデス・ベラの後任の州首相に就任した。2015年の州議会議員選挙では社会労働党が再び第1党となり、フェルナンデス・ベラが州首相に返り咲いた。2023年7月17日に退任。